# Ochrolechia montana
Ochrolechia montana är en lavart som beskrevs av Brodo. Ochrolechia montana ingår i släktet Ochrolechia och familjen Ochrolechiaceae.   Inga underarter finns listade i Catalogue of Life.